# شاخه پسران کوچکتر
شاخه پسران کوچکتر (انگلیسی: Cadet branch) شاخه کادت، در پدرتباری نوادگان پسران کوچکتر (تبارشناسی) یک فرمانروای مطلق یا پاتریارک است. در دودمان حاکم و خانواده‌های نجیب‌زادگان بسیاری در اروپا و آسیا، دارایی‌های اصلی خانواده (قلمرو، عنوانها، تیول (اروپا)ها، اموال و درآمدها) به‌طور تاریخی از پدر به پسر اولش منتقل شده است در آنچه که به عنوان  حق اولویت اولین فرزند شناخته می‌شود. پسران جوان تر، ثروت و اقتدار کمتری برای انتقال به نسل‌های آینده فرزندان به ارث می‌بردند.
در خانواده‌ها و فرهنگ‌هایی که در آن‌ها رسم یا قانون نبود، مانند امپراتوری مقدس روم، توزیع مساوی دارایی‌های خانواده در میان اعضای مذکر در نهایت باعث شد تا ارث به حدی تقسیم شود که برای حفظ فرزندان بسیار کوچک شود. علاوه بر این، برادران و فرزندانشان گاهی بر سر سهم خود با یکدیگر نزاع می‌کردند یا حتی از هم دور می‌شدند. در حالی کهحق اولویت اولین فرزند به روشی متداول برای حفظ ثروت خانواده و کاهش اختلافات خانوادگی تبدیل شد، این کار را به هزینه ضرر به پسران کوچکتر و فرزندان آنها انجام می‌داد. در هنگام بی‌وصیتی در ارث   برادران کوچکتر گاهی با برادران بزرگتر برای انتخاب شدن به عنوان وارث پدرشان رقابت می‌کردند یا پس از انتخاب، به دنبال غصب حق مادری بزرگتر بودند.